# 小粉紅
“小粉紅”，原是與「五毛」區分的中性詞，現意義中主要指熱愛中國共產黨，并且持有中国民族主义、極端愛國主義和排外主義立場的网民。他們愛黨愛國，學歷兩極分化較大，但都擅長使用網絡，更好鬥、更富意識形態侵略性，大部分人有「大漢族主義」、「排他主義」，如「排斥黑人」、「排斥穆斯林」思想，認為外來族群或者外國人一定是對中國存在偏見。
他們可能居住在中華人民共和國内，也可能身居海外但是持有類似立場。小粉紅的常見行爲包括：透過翻牆在網上攻擊與辱罵意見相反的人，過度檢視他人行為，並過度解釋「辱華」一詞。
“国粉”、“目田”、“神友”、“绿蛙（1450）”是中國網絡語境中與“小粉紅”對立的群體，指代具有自由民主主义、反共产主义或逆向民族主義傾向的網友。同时，由于对改革开放后中华人民共和国部分政策的态度不同，“毛左”与“小粉红”也时常会爆发冲突。
“小粉紅”一词最初起源于晋江文学城，後來遷移至「鳳儀美食討論區」的“忧国少女团”，后来大多用于泛指2010年代中期中國大陸經濟逐漸崛起與網路逐漸盛行後，通过留學與翻牆等手段，在境外社交媒體上涌现出大量的倾向民族主义、发表極端愛國主義、盲目支持中国共产党言论的，來自中国大陆的青年或青少年。部分海外媒體也將「小粉紅」视为現代的紅衛兵，但其与60、70年代的红卫兵意识形态上有根本区别。
在2019年香港反修例运动爆发后的中国大陸，一批“小粉红”出征后甚至被中共官方媒体高度赞赏，例如在2019年的央视新闻联播中，表扬了帝吧出征这一行为，
人民日报也专门发文进行表扬，此表扬文章被央視網站轉載。有部分網友認為，人民日報和央視網站對小粉紅的表揚其實是對小粉紅的放縱。由於翻牆在中國大陸普遍被人们认为是屬於違法行爲，因此也有人認爲，小粉紅的背後可能有中國共產黨中央委員會宣傳部的支持。

## 起源
“小粉红”一词最初源於中国大陆的网络文学网站晋江文学城。
2008年，该网站用户已开始使用“昨天没上小粉红”这种句子，意指“昨天没上晋江文学城”。当时“小粉红”是晋江文学城用户对晋江文学城的昵称，因为该网站采用粉红色作为背景。也有的晋江文学城用户说，是因为耽美小说在经常描写的男男性爱段落中提到“粉红色的直肠内壁”，内含“粉红”一词。本來，小粉紅論壇上的討論並不政治化，但後來其中部分用戶成了有影響力的網絡民族主義者，「小粉紅」也就成了這群民族主義者的代稱。
2010年9月末，由于“耽美闲情”成员对过多政治贴的强烈不满，全面禁止讨论政治，亲建制派政治话题爱好者离开闲情，进驻曾经的晋江论坛下属政治话题版块“风雨读书声”，将原本反建制派的论坛风气变为亲建制派。
2010年末，该网站的站长黄艳明（iceheart）以上级要求为由，着手关闭政治话题“风雨读书声”版块，引发该版块用户不满。最终“风雨读书声”版块没有被关闭，黄艳明将该版块ID号改为“250”。该版块用户认为黄艳明此举是有意讽刺他们是二百五（意思是“傻子”）。
2011年，这批用户离开“晋江文学城”，自建“凤仪美食论坛”，该论坛与晋江文学城无任何联系，论坛用户极端维护中国共产党，其中颇有富二代，自称“自干五”。论坛建立后主要讨论话题和建立目标是政治相关，普遍发言极端。
2015年，“凤仪美食论坛”的部分用户在新浪微博上与微博大V用户 @大咕咕咕鸡 展开对骂，这是因为言论多属中國自由派的 @大咕咕咕鸡 此前发明使用了“你国”一词，以表示同中国共产党领导下的中华人民共和国保持距离。在对骂中，@大咕咕咕鸡从部分与其对骂的女用户的微博相册中下载了一些照片，并公开发布出来羞辱这些用户，讽刺这些女用户相貌丑陋，同时称她们是“小粉红”，后续遭中共官方媒体环球时报点名批评。
2017年，端傳媒報導認爲，「小粉紅」這個標籤的起源有問題，「讀耽美小說的少女，變身民族主義小將」的故事實際上並不存在。

## 相關分析

### 與閱讀興趣的關係
此后有一种流行的说法是，“小粉红”（意指上述倾向中国政府且能熟练使用网络语言的新一代青年人）的主力是20岁左右的“无知少女”，平时爱看耽美小说，是晋江文学城的忠实用户。这种说法最先是在倾向自由派的网络用户中流传，随后被中外部分主流媒体和舆论接受。
然而，美国宾夕法尼亚大学在2016年1月20日“帝吧出征”的参与者中经抽样调查，结果显示有64%是男性。

### 與社會經濟地位的關係
自由派作者王五四在《粉红色的回忆》一文中说，“可以分析出，小粉红们多数出身三四线城市，或者是跟随父母进入一二线城市打工，属于社会中下层。”他还引用了心理学家唐映红的观点称，强烈的爱国感情“通常见诸处于社会经济中下层（‘爱国’会提升他们的自尊感），难以理解复杂社会现实的保守者（他们大脑额叶前扣带回的灰质部分偏少而颞叶的杏仁核偏大，导致他们难以理解模糊知识，却又充满强烈的憎恶感）或者青少年（大脑前额叶的发育尚不完善）。”这种将“小粉红”描述为“社会中下层”的说法也在自由派人士中屡见不鲜，例如自由亚洲电台在2017年根据2014年的政治测试结果声称，小粉红（在此测试中被定义为重视威权体制、国家统一及安全、社会主义经济政策和传统文化价值者）生活地区的现代化程度低于自由派（在此测试中被定义为提倡市场化改革、民主自由和现代科技者）。

### 與性別歧視的關係
在自由派社交媒体用户发明并广泛使用了“小粉红”这一带有性别歧视色彩的用语后，部分中国共产党控制下的媒体则在反用“小粉红”这一贬称，并称赞“小粉红”。但仍留有性别歧视色彩。例如《环球时报》在微博上发表的一篇称赞“小粉红”的文章说：“她们不太懂网络安全，朋友圈和微博里晒满了美食和旅游照片；她们不懂网络舆论，但却是这个上甘岭上的生力军；她们垂涎着环球时报的肾和美腿，据说最近又盯上了共青团中央的‘华为麦芒’。她们不关心政治，分不清‘左’右，但却有着一股天然的正义感。”“小粉红，是我们的女儿，我们的妹妹，我们暗恋的隔壁班女孩。让我们共同守护她们。”《半月谈》杂志也形容她们“肤白貌美三观正，爱国也要‘萌萌哒’”。有人认为无论是自由派用户还是上述部分党媒，对年轻女性都表现出了居高临下的姿态。比如自由派用户认为“小粉红”是被洗脑和煽动的年轻无知少女，而《环球时报》认为“‘小粉红’是忠心耿耿的蠢萌少女”。网友@大咕咕咕鸡讽刺“小粉红”相貌丑陋，而《半月谈》形容她们“肤白貌美”，这都是在对年轻女性的外貌加以评论。对立双方对年轻女性的态度多有契合之处，这可能也是“小粉红”这一标签在2016年突然迅速流传的原因之一。

## 相關事件

### 帝吧出征事件
2016年1月20日，经百度贴吧“李毅吧”网络论坛提议，部分中国大陆网民在三立新聞、蘋果日報和中华民国候任总统蔡英文的Facebook主頁上大量发布评论。此事件称为“帝吧出征”。这次事件的导火索是“周子瑜事件”及2016年中华民国总统选举。2016年6月底至7月，中国大陆的赵薇执导的电影《没有别的爱》因台湾演员戴立忍涉嫌台独而遭到中國大陆网民抵制，随后该剧剧组决定将戴立忍撤换。在这两次事件中，中国大陆涌现出许多在社交媒体上捍卫中国大陆政府、痛批“台独分子”的网络用户，其中能熟练使用互联网的青年人占很大比重。他们大量使用表情包、段子和其他网络语言，这与1999年五八事件北京大学生向美国驻华大使馆扔石头或2012年中国反日示威活动中西安部分参与者砸日本车等传统民族主义者的激进行为有所不同。这些新一代青年人也在2016年这两次事件中获得了“小粉红”这一标签。这是中国大陆倾向自由派的社交媒体用户对这类倾向于中国政府，能够熟练使用网络语言的青年人的称呼。这种称呼据说是从2015年@大咕咕咕鸡的用法衍生而来，经这两次事件而广为流传。

### 香港反修例事件
2019年夏，香港爆发了反對逃犯條例修訂草案運動，引发帝吧出征。2019年7月21日，元朗襲擊事件爆發。百度貼吧帝吧發起「反對暴力亂港、守護一國兩制」出征行動，號召網民於23日利用突破网络审查技术“翻墙”到Facebook洗版，但未透露行動對象，而各大粉絲群教授註冊臉書帳戶的方法。第一輪行動提前到22日，當晚八時香港民族陣綫及民間人權陣線的Facebook頁面充滿簡體字留言，內容包括《香港基本法》第18條、「支持香港警察」、「感謝香港人」、「一個中國是共同願望、一國兩制是明確目標」，以及中國特色的「表情包」貼圖。之後，帝吧宣佈明晚將登陸反送中示威者聚集的連登討論區。但由於中國網絡實名制政策，导致其隱私容易被洩露，行動不久後，帝吧的主要人員突然被人鉅細無遺地起底，當中包括其照片、身分證字號、手機號碼、QQ號、支付寶账户、住址、電話號碼及銀行戶口，其資料甚至被人以此替其以「伊斯蘭信仰」身份報名參加解放軍志願役至「艱苦地區部隊」，導致帝吧以「不破壞香港人民群眾正常生活秩序」為由而叫停行動，同時取消7月23日的「出征」，帝吧官微的編輯更表示不再負責更新微博。帝吧吧主於7月22日在百度發表公告，聲稱新浪微博上的帝吧官方號與其無關，並呼籲支持者理性地表達意見。及後於7月24日，帝吧新浪微博官方表示為保護各人的人身安全，正式宣佈解散集團軍粉絲群，並表示所有支持香港警察和何君堯的言論與此吧無關。7月25日，《人民日報》海外版旗下微博賬號「俠客島」在微博發文《帝吧出征遭港獨份子人肉：20名管理全部被請「喝茶」》，並附上轉發語「出師未捷身先死」和帶嘲諷的「捂臉笑」表情（後轉發語修改並去掉表情），該文章其後被刪除。

### 中泰網路罵戰
嗨粉文化流行词「NMSL」(“你妈死了”的汉语拼音简稱）在中国大陆和泰国2020年4月的网络骂战中流传到海外，由於泰方政府素來貪污腐敗，小粉紅在攻擊泰國時，羞辱總理與泰王時反而受到泰國人讚揚和嘲笑，泰國網友還要指導和科普泰國歷來政治醜聞的相關惡搞作品，被反對者使用nmslese來形容陷入輿論戰中的小粉红，由於對雙方政治的理解錯誤，該次出擊在人數壓制後也沒有達成對戰目標下告終。

### 中華西太后餐廳事件
2023年12月，中國大陸網絡紅人「油頭四六分」發佈影片短片，指責日本中華西太后餐廳涉嫌種族歧視，隨後進入商店與老闆爭執。在短暫停業之後，餐廳老闆在店外貼上「臺灣獨立」標語、在店內掛上臺灣作家徐玫怡設計製作的黑底綠字「莫惹台灣 Do not piss Taiwan off」毛巾慶功阻止“小粉紅繼續鬧事”。

### 倫敦聖潘克拉斯火車站鋼琴事件
2024年1月19日，英國鋼琴家布倫丹·卡瓦納在倫敦聖潘克拉斯火車站直播鋼琴演奏，遭多名手持五星紅旗、繫著紅圍巾的人團團包圍，並以肖像權為由要求停止拍攝，雙方交涉過程的影片在社群媒體引發熱議。

## 流行文化

### 《玻璃心》
2021年10月，黄明志针对中华人民共和国政府及“小粉红”群体發表中文單曲《玻璃心》，歌曲上架后即遭中國大陸封杀，黄明志与合唱者陳芳語的微博帳戶被封禁，中国大陆各网络平台上的二人作品也被全面下架。

### 《龍的傳人》
2024年1月26日，馬來西亞歌手黃明志發布龍年賀歲歌曲《龍的傳人》，該歌曲被指諷刺中國的“小粉紅”、“戰狼”、中共中央總書記習近平和中華人民共和國政治。

## 評價
“小粉红”最初是个带有性别、年龄、阶层、智識等多重刻板印象的标签，但在被主流舆论和传统媒体使用后，变成了一个各方可以各取所需的词汇，有时候会泛指2010年中期涌现出的倾向中国政府和民族主义的新一代中国大陆青年（主要是1990年后出生者），而不具体区分其性别，也不一定带有贬义。例如上述《环球时报》及《半月谈》就将之作为偏中性的词汇使用。

### 正面評價
持正面态度的媒体（主要是中国大陆媒体和亲近中国共产党亲近中华人民共和国媒体）借“小粉红”一词指代这一代青年，认为他们具有“朴素的爱国情感”，本质上是爱国主义的、有正确历史观的、正能量的，同时有的也指出他们有浓厚的历史虚无主义思想、缺乏政治和历史知识、判断力不足等缺点，全社会应帮助他们成长。人民日报社旗下《环球人物》的评论对这种用法反问，“如果因为表达爱国诉求，就被称为‘爱国小粉红’——可等价于‘民粹’‘爱国贼’‘网络暴民’——那么我们如何对待五四以来的传统？”

### 負面評價
持负面态度的媒体（主要是部分港台和海外媒体）也是借“小粉红”一词指代这一代青年，但在一定程度上延续了自由派社交媒体用户的负面看法，认为他们狭隘盲目，属于社会中下层，有的还将“小粉红”的兴起视为是受政府鼓动的结果，并且把凡是涉及台独、港独、藏独等议题的中國大陆青年集体网络行动，例如“帝吧出征”、何韻詩事件、在Lady Gaga會見第十四世达赖喇嘛後涌入前者社交网络账户，乃至在里约奥运会期间涌入澳大利亚游泳选手霍顿社交网络账户要求他为攻击孙杨道歉，以及2020年日本Hololive旗下的虛擬YouTuber赤井心和桐生可可因YouTube後台數據將台灣與其他國家並列而備受霸凌和針對的事件等，都作为“小粉红”的行动加以批评。

### 相關人物
- 磊哥